# Gió thiên hà

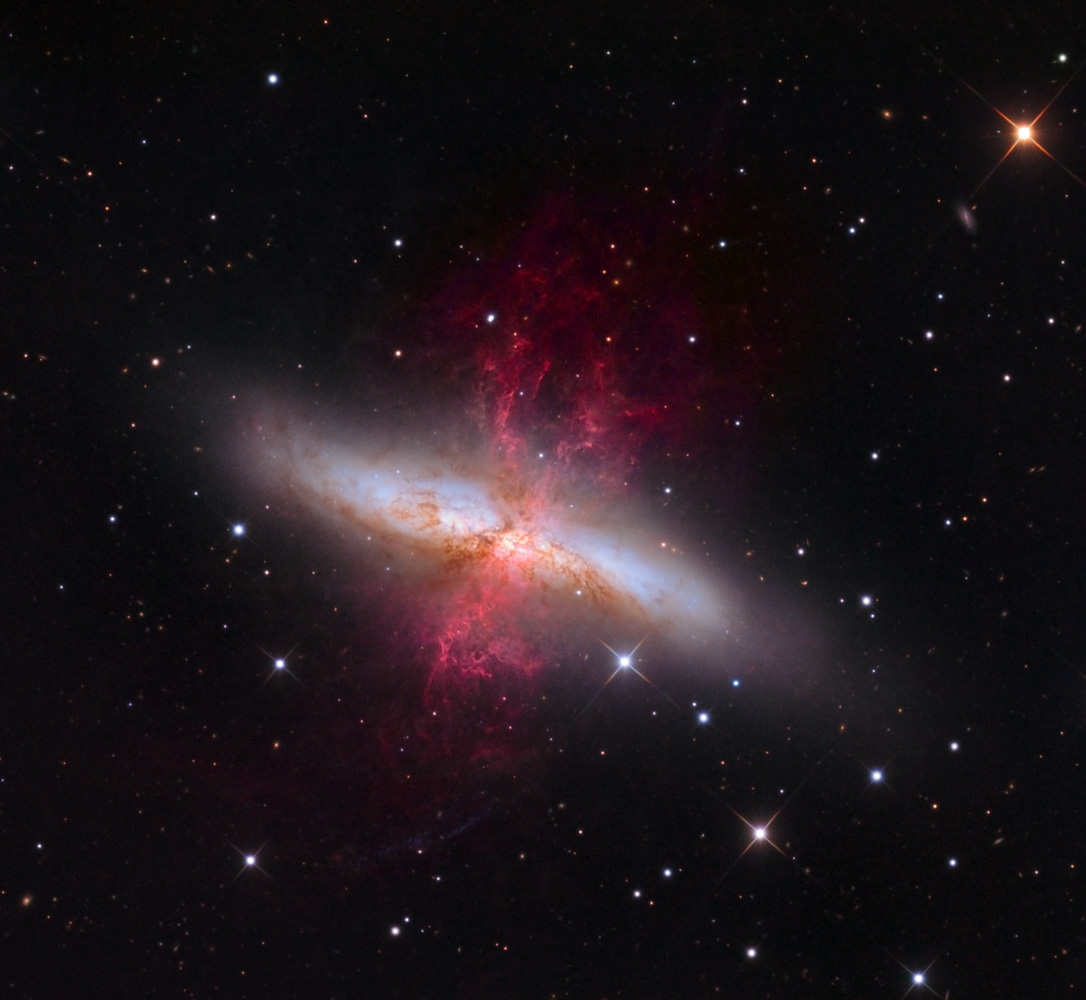
M82, một thiên hà bùng nổ sao thường được gọi là "Thiên hà Xì Gà", được cho là nơi tồn tại các cơn gió thiên hà siêu mạnh.

Gió thiên hà, hay các cơn gió thiên hà siêu mạnh, là một luồng gió sao di chuyển với vận tốc cao. Luồng gió này có nguồn gốc từ các ngôi sao siêu khối lượng mới hình thành, từ các luồng sóng mật độ xoắn ốc hoặc sinh ra do tác động của các lỗ đen siêu khối lượng. Chúng thường được quan sát thấy trong các thiên hà bùng nổ sao.